# Puig del Pam
El Puig del Pam és una muntanya de 2.470 m d'altitud dels contraforts orientals del massís del Carlit, a cavall dels termes comunals dels Angles i de Formiguera, tots dos a la comarca del Capcir, de la Catalunya del Nord.
Està situat al nord del terme dels Angles i a la zona nord-oest del de Formiguera.
Aquest cim està inclòs al llistat dels 100 cims de la FEEC
És una muntanya molt relacionada amb tota mena d'esports muntanyencs: els seus vessants oriental i nord-oriental acullen les pistes d'esquí dels Angles, i passen pel cim diverses rutes d'excursionisme